# Farná
Farná este o comună slovacă, aflată în districtul Levice din regiunea Nitra. Localitatea se află la altitudinea de 148 m deasupra n.m., se întinde pe o suprafață de 32,74 km2 și în 2017 număra 1.342 de locuitori.

## Istoric
Localitatea Farná este atestată documentar din 1156.

## Demografie
| An:                | 1994 | 2004   | 2014   | 2024   |
| ------------------ | ---- | ------ | ------ | ------ |
| Număr de persoane: | 1432 | 1450   | 1350   | 1327   |
| Diferență:         |      | +1,25% | −6,89% | −1,70% |

| An:                | 2023 | 2024   |
| ------------------ | ---- | ------ |
| Număr de persoane: | 1317 | 1327   |
| Diferență:         |      | +0,75% |